# Parafia św. Rafała Kalinowskiego w Wilkasach
Parafia św. Rafała Kalinowskiego w Wilkasach – rzymskokatolicka parafia należąca do dekanatu Giżycko - św. Szczepana Męczennika diecezji ełckiej.
Erygowana w 1984. Mieści się przy ulicy Olsztyńskiej. Duszpasterstwo w niej prowadzą salwatorianie.
Odpust parafialny odbywa się 20 listopada we wspomnienie św. Rafała Kalinowskiego.

## Duszpasterze
Opracowano na podstawie źródła.

### Proboszczowie
- ks. Ernest Kuroczik SDS (1984-2009)
- ks. Jacek Szewczyk SDS (2009-2014)
- ks. Tadeusz Kochanowicz SDS (2014-30 czerwca 2018)
- ks. Piotr Ryba SDS (1 lipca 2018-obecnie)

### Wikariusze
- ks. Marian Rybczyński SDS (1986-2002)
- ks. Dawid Dudek SDS (2002-2003)
- ks. Antoni Stachnio SDS (2003-2004)
- ks. Jarosław Grzesik SDS (2004-2005)
- ks. Stanisław Kucała SDS (2005-2006)
- ks. Jacek Szewczyk SDS (2006-2009)
- ks. Jerzy Morański SDS (2009-2011)
- ks. Marek Domański SDS (2011-2012)
- ks. Tomasz Sadłowski SDS (2012-2013)
- ks. Marek Sarniewicz SDS (2013)
- ks. Andrzej Waśko SDS (2013)
- ks. Tadeusz Kochanowicz SDS (2013-2014)
- ks. Stanisław Jarosiewicz SDS (2014-2015)
- ks. Tadeusz Dobrowolski SDS (2015-30.06.2019)
- ks. Michał Mańka SDS (1 lipca 2019-30 czerwca 2020)
- ks. Artur Stobierski SDS (1 lipca 2020-obecnie)

## Organizacje parafialne
Przy parafii działają:
- Poradnia Rodzinna[2]
- Żywy Różaniec[3]
- Gazetka Prafialna „Tabor”[4]

W latach 2011–2018 działał także chór parafialny im. ks. Franciszka Jordana.